# نشان لیاقت و مدیریت (ایران)
نشان لیاقت و مدیریت از نشان‌های افتخار در ایران است. براساس ماده ۹ آیین‌نامه اعطای نشان‌های دولتی، نشان «لیاقت و مدیریت» به افرادی اعطا می‌شود که در مدیریت یا انجام فعالیت‌های شایسته و کمک رسانی به محرومان و مستضعفان یا بهره‌برداری صحیح از امکانات یا ارائه روش‌های بدیع، موفقیت استثنایی کسب نمایند.

## دریافت‌کنندگان
| ردیف | نام دریافت کننده       | نشان                | درجه     | اهدا شده توسط       | در تاریخ         |
| ---- | ---------------------- | ------------------- | -------- | ------------------- | ---------------- |
| ۱.   | محمدعلی آبادی‌زاده      | نشان لیاقت و مدیریت | درجه سوم | اکبر هاشمی رفسنجانی | ۵ فروردین ۱۳۷۴   |
| ۲.   | عبدالله جاسبی          | نشان لیاقت و مدیریت | درجه دوم | اکبر هاشمی رفسنجانی | ۱۹ اردیبهشت ۱۳۷۴ |
| ۳.   | جمال پورامراللهی       | نشان لیاقت و مدیریت | درجه سوم | اکبر هاشمی رفسنجانی | ۱۲ مرداد ۱۳۷۴    |
| ۴.   | محمدابراهیم طاهریان‌فرد | نشان لیاقت و مدیریت | درجه سوم | اکبر هاشمی رفسنجانی | ۱۲ مرداد ۱۳۷۴    |
| ۵.   | سید حسن شفتی           | نشان لیاقت و مدیریت | درجه سوم | اکبر هاشمی رفسنجانی | ۳۰ خرداد ۱۳۷۵    |
| ۶.   | حسین شهاب‌الدین         | نشان لیاقت و مدیریت | درجه سوم | اکبر هاشمی رفسنجانی | ۱۵ مهر ۱۳۷۵      |
| ۷.   | مهدی کرباسیان          | نشان لیاقت و مدیریت | درجه دوم | اکبر هاشمی رفسنجانی | ۲۷ دی ۱۳۷۵       |
| ۸.   | علی کلاهدوز اصفهانی    | نشان لیاقت و مدیریت | درجه سوم | اکبر هاشمی رفسنجانی | ۲۷ دی ۱۳۷۵       |
| ۹.   | محمدتقی امانپور        | نشان لیاقت و مدیریت | درجه دوم | اکبر هاشمی رفسنجانی | ۳ بهمن ۱۳۷۵      |
| ۱۰.  | احمد صادقی             | نشان لیاقت و مدیریت | درجه دوم | اکبر هاشمی رفسنجانی | ۳ بهمن ۱۳۷۵      |
| ۱۱.  | محسن صفائی فرهانی      | نشان لیاقت و مدیریت | درجه سوم | اکبر هاشمی رفسنجانی | ۳ بهمن ۱۳۷۵      |
| ۱۲.  | محمدحسین حبیبیان       | نشان لیاقت و مدیریت | درجه سوم | اکبر هاشمی رفسنجانی | ۲۱ خرداد ۱۳۷۶    |
| ۱۳.  | علی شکرریز             | نشان لیاقت و مدیریت | درجه سوم | اکبر هاشمی رفسنجانی | ۲۱ خرداد ۱۳۷۶    |
| ۱۴.  | مهدی تفضلی             | نشان لیاقت و مدیریت | درجه سوم | اکبر هاشمی رفسنجانی | ۲۱ خرداد ۱۳۷۶    |
| ۱۵.  | محمدحسن عرفانیان       | نشان لیاقت و مدیریت | درجه سوم | اکبر هاشمی رفسنجانی | ۲۶ خرداد ۱۳۷۶    |
| ۱۶.  | احمدعلی کربلایی هواتی  | نشان لیاقت و مدیریت | درجه سوم | اکبر هاشمی رفسنجانی | ۲۷ خرداد ۱۳۷۶    |
| ۱۷.  | بهروز بوشهری           | نشان لیاقت و مدیریت | درجه سوم | اکبر هاشمی رفسنجانی | ۱۱ مرداد ۱۳۷۶    |
| ۱۸.  | مسعود فانیان           | نشان لیاقت و مدیریت | درجه سوم | سید محمد خاتمی      | ۱۲ خرداد ۱۳۷۸    |
| ۱۹.  | امین حاج رسولیها       | نشان لیاقت و مدیریت | درجه سوم | سید محمد خاتمی      | ۲۱ دی ۱۳۷۹       |
| ۲۰.  | موسی رفان              | نشان لیاقت و مدیریت | درجه سوم | سید محمد خاتمی      | ۲۱ دی ۱۳۷۹       |
| ۲۱.  | محمد هادی خزایی        | نشان لیاقت و مدیریت | درجه سوم | سید محمد خاتمی      | ۲۱ دی ۱۳۷۹       |
| ۲۲.  | مجتبی خسروتاج          | نشان لیاقت و مدیریت | درجه سوم | سید محمد خاتمی      | ۸ مرداد ۱۳۸۲     |
| ۲۳.  | محمود جنتیان           | نشان لیاقت و مدیریت | درجه سوم | سید محمد خاتمی      | ۸ مرداد ۱۳۸۲     |
| ۲۴.  | علی‌محمد نوریان         | نشان لیاقت و مدیریت | درجه سوم | سید محمد خاتمی      | ۸ مرداد ۱۳۸۲     |
| ۲۵.  | ستار محمودی            | نشان لیاقت و مدیریت | درجه سوم | سید محمد خاتمی      | ۸ مرداد ۱۳۸۲     |
| ۲۶.  | ضیاءالدین شجاعی برهان  | نشان لیاقت و مدیریت | درجه سوم | سید محمد خاتمی      | ۲۹ بهمن ۱۳۸۲     |
| ۲۷.  | جلال رسول اف           | نشان لیاقت و مدیریت | درجه سوم | سید محمد خاتمی      | ۲۹ بهمن ۱۳۸۲     |
| ۲۸.  | مسعود کرباسیان         | نشان لیاقت و مدیریت | درجه سوم | سید محمد خاتمی      | ۲۹ بهمن ۱۳۸۲     |
| ۲۹.  | محسن خواجه‌نوری         | نشان لیاقت و مدیریت | درجه سوم | سید محمد خاتمی      | ۱۳ مرداد ۱۳۸۳    |
| ۳۰.  | عبدالحسین ثابت         | نشان لیاقت و مدیریت | درجه سوم | سید محمد خاتمی      | ۱۳ مرداد ۱۳۸۳    |
| ۳۱.  | سیف‌اله علی‌اصغری        | نشان لیاقت و مدیریت | درجه سوم | سید محمد خاتمی      | ۱۳ مرداد ۱۳۸۳    |
| ۳۲.  | محمدرضا یزدانی خرم     | نشان لیاقت و مدیریت | درجه سوم | سید محمد خاتمی      | ۱۳ مرداد ۱۳۸۳    |
| ۳۳.  | محمود امیری            | نشان لیاقت و مدیریت | درجه سوم | سید محمد خاتمی      | ۱۳ مرداد ۱۳۸۳    |
| ۳۴.  | نضال صراف‌زادگان        | نشان لیاقت و مدیریت | درجه سوم | سید محمد خاتمی      | ۱۳ مرداد ۱۳۸۳    |
| ۳۵.  | فاطمه کروبی            | نشان لیاقت و مدیریت | درجه سوم | سید محمد خاتمی      | ۱۳ مرداد ۱۳۸۳    |
| ۳۶.  | علی یونسی              | نشان لیاقت و مدیریت | درجه یکم | سید محمد خاتمی      | ۱۲ بهمن ۱۳۸۳     |
| ۳۷.  | محمدرضا نعمت‌زاده       | نشان لیاقت و مدیریت | درجه یکم | سید محمد خاتمی      | ۱۷ خرداد ۱۳۸۴    |
| ۳۸.  | محمد باقریان           | نشان لیاقت و مدیریت | درجه یکم | سید محمد خاتمی      | ۱۷ خرداد ۱۳۸۴    |
| ۳۹.  | محمد ستاری‌فر           | نشان لیاقت و مدیریت | درجه یکم | سید محمد خاتمی      | ۱۷ خرداد ۱۳۸۴    |
| ۴۰.  | نصرالله جهانگرد        | نشان لیاقت و مدیریت | درجه دوم | سید محمد خاتمی      | ۱۷ خرداد ۱۳۸۴    |
| ۴۱.  | مصطفی موذن‌زاده         | نشان لیاقت و مدیریت | درجه دوم | سید محمد خاتمی      | ۱۷ خرداد ۱۳۸۴    |
| ۴۲.  | سید مهدی حسینی         | نشان لیاقت و مدیریت | درجه سوم | سید محمد خاتمی      | ۱۷ خرداد ۱۳۸۴    |
| ۴۳.  | محمود عسگری آزاد       | نشان لیاقت و مدیریت | درجه سوم | سید محمد خاتمی      | ۱۷ خرداد ۱۳۸۴    |
| ۴۴.  | محمود محدث             | نشان لیاقت و مدیریت | درجه سوم | سید محمد خاتمی      | ۱۷ خرداد ۱۳۸۴    |
| ۴۵.  | علی اشرف افخمی         | نشان لیاقت و مدیریت | درجه سوم | سید محمد خاتمی      | ۱۷ خرداد ۱۳۸۴    |
| ۴۶.  | مجید قدمی              | نشان لیاقت و مدیریت | درجه سوم | سید محمد خاتمی      | ۱۷ خرداد ۱۳۸۴    |
| ۴۷.  | کریم مومنی             | نشان لیاقت و مدیریت | درجه سوم | سید محمد خاتمی      | ۱۷ خرداد ۱۳۸۴    |
| ۴۸.  | یوسف حجت               | نشان لیاقت و مدیریت | درجه سوم | سید محمد خاتمی      | ۱۷ خرداد ۱۳۸۴    |
| ۴۹.  | محسن پورسیدآقایی       | نشان لیاقت و مدیریت | درجه سوم | سید محمد خاتمی      | ۱۷ تیر ۱۳۸۴      |
| ۵۰.  | محمد حسین دادکان       | نشان لیاقت و مدیریت | درجه یکم | سید محمد خاتمی      | ۹ مرداد ۱۳۸۴     |
| ۵۱.  | جعفر محمدی             | نشان لیاقت و مدیریت | درجه دوم | محمود احمدی‌نژاد     | ۵ شهریور ۱۳۸۵    |
| ۵۲.  | جابر صفدری             | نشان لیاقت و مدیریت | درجه دوم | محمود احمدی‌نژاد     | ۵ شهریور ۱۳۸۵    |
| ۵۳.  | صولت ثنا               | نشان لیاقت و مدیریت | درجه دوم | محمود احمدی‌نژاد     | ۵ شهریور ۱۳۸۵    |
| ۵۴.  | علی حاجی‌نیا لیل‌آبادی   | نشان لیاقت و مدیریت | درجه سوم | محمود احمدی‌نژاد     | ۵ شهریور ۱۳۸۵    |
| ۵۵.  | هوشنگ نوبری            | نشان لیاقت و مدیریت | درجه سوم | محمود احمدی‌نژاد     | ۵ شهریور ۱۳۸۵    |
| ۵۶.  | امیر مؤید علایی        | نشان لیاقت و مدیریت | درجه سوم | محمود احمدی‌نژاد     | ۵ شهریور ۱۳۸۵    |
| ۵۷.  | مرتضی بهزاد            | نشان لیاقت و مدیریت | درجه سوم | محمود احمدی‌نژاد     | ۵ شهریور ۱۳۸۵    |
| ۵۸.  | عبدالوحید کلانتری      | نشان لیاقت و مدیریت | درجه سوم | محمود احمدی‌نژاد     | ۵ شهریور ۱۳۸۵    |
| ۵۹.  | محمد فدایی اشیانی      | نشان لیاقت و مدیریت | درجه سوم | محمود احمدی‌نژاد     | ۵ شهریور ۱۳۸۵    |
| ۶۰.  | عباس رشیدی             | نشان لیاقت و مدیریت | درجه سوم | محمود احمدی‌نژاد     | ۵ شهریور ۱۳۸۵    |
| ۶۱.  | حبیب‌الله سیاری         | نشان لیاقت و مدیریت | درجه دوم | محمود احمدی‌نژاد     | ۶ آبان ۱۳۹۱      |
| ۶۲.  | بهروز مرادی            | نشان لیاقت و مدیریت | درجه دوم | محمود احمدی‌نژاد     | ۲۲ خرداد ۱۳۹۲    |
| ۶۳.  | نسرین سلطان‌خواه        | نشان لیاقت و مدیریت | درجه دوم | محمود احمدی‌نژاد     | ۲۲ خرداد ۱۳۹۲    |
| ۶۴.  | غلامحسین الهام         | نشان لیاقت و مدیریت | درجه دوم | محمود احمدی‌نژاد     | ۱۶ مرداد ۱۳۹۲    |
| ۶۵.  | محمدجواد ظریف          | نشان لیاقت و مدیریت | درجه یک  | حسن روحانی          | ۱۹ بهمن ۱۳۹۴     |
| ۶۶.  | سید عباس عراقچی        | نشان لیاقت و مدیریت | درجه دوم | حسن روحانی          | ۱۹ بهمن ۱۳۹۴     |
| ۶۷.  | مجید تخت‌روانچی         | نشان لیاقت و مدیریت | درجه دوم | حسن روحانی          | ۱۹ بهمن ۱۳۹۴     |
| ۶۸.  | حمید بعیدی‌نژاد         | نشان لیاقت و مدیریت | درجه سوم | حسن روحانی          | ۱۹ بهمن ۱۳۹۴     |

## جستار های وابسته
- نشان‌های افتخار در ایران
- نشان عدالت
- نشان تعلیم و تربیت
- نشان دانش
- نشان ادب پارسی
- نشان سازندگی
- نشان پژوهش
- نشان مهر
- نشان کار و تولید